# Rutheopsis
Rutheopsis es un género monotípico de planta herbácea perteneciente a la familia Apiaceae. Su única especie: Rutheopsis herbanica es originaria de Canarias.

## Descripción
Rutheopsis herbanica es un endemismo de las islas orientales. Se trata de una planta herbácea perenne, con hojas pinnadas y umbelas terminales o laterales, con flores amarillentas. Los frutos son ovoides u oblongos, algo comprimidos y nervados. Se conoce como "tajame". Esta especie se incluye en el Catálogo de Especies Amenazadas de Canarias, como sensible a la alteración de su hábitat, en las islas de Lanzarote y Fuerteventura.

## Taxonomía
Rutheopsis herbanica fue descrita por (Bolle) A.Hansen & G.Kunkel y publicado en Cuadernos de Botánica Canaria 26–27: 61. 1976.
Etimología
Rutheopsis: nombre genérico
herbanica: epíteto que se refiere a Herbania, nombre antiguo de la isla de Fuerteventura, de la que es endémica la especie, junto con Lanzarote.
Sinonimia
- Gliopsis herbanica (Bolle) Rauschert
- Ruthea herbanica Bolle[4]